# Wereldkampioenschappen tafeltennis 1987
De wereldkampioenschappen tafeltennis 1987 werden van 19 februari t/m 1 maart gehouden in de Indiase hoofdstad New Delhi. Het was de 39e editie van het toernooi.
Op het programma stonden zeven onderdelen:
- Enkelspel mannen. Regerend kampioen was  Jiang Jialiang.
- Enkelspel vrouwen. Regerend kampioen was  Cao Yanhua.
- Dubbelspel mannen. Regerend kampioenen waren  Mikael Appelgren en  Ulf Carlsson.
- Dubbelspel vrouwen. Regerend kampioenen waren  Dai Lili en  Geng Lijuan.
- Gemengd dubbel. Regerend kampioenen waren  Cai Zhenhua en  Cao Yanhua.
- Team mannen. Regerend kampioen was  China.
- Team vrouwen. Regerend kampioen was  China.

De winnaars mogen zich voor twee jaar wereldkampioen noemen. De verliezend finalist ontvangt de zilveren medaille. De verliezers van de halve finales ontvangen de bronzen medaille op de individuele onderdelen. Bij de teams wordt er wel om de bronzen plak gestreden door de verliezende halvefinalisten.

## Medailles

### Medaillewinnaars
| Onderdeel        | Goud                                                           | Zilver                                                                         | Brons                                                           |
| Enkelspel (m)    | Jiang Jialiang                                                 | Jan-Ove Waldner                                                                | Chen Xinhua Teng Yi                                             |
| Enkelspel (v)    | He Zhili                                                       | Yang Young-ja                                                                  | Guan Jianhua Dai Lili                                           |
| Dubbel (m)       | Chen Longcan Wei Qingguang                                     | Ilija Lupulesku Zoran Primorac                                                 | Andrzej Grubba Leszek Kucharski Ahn Jae-hyung Yoo Nam-kyu       |
| Dubbel (v)       | Hyun Jung-hwa Yang Young-ja                                    | Dai Lili Li Huifen                                                             | He Zhili Jiao Zhimin Cho Jung-hui Li Bun-Hui                    |
| Dubbel (gemengd) | Hui Jun Geng Lijuan                                            | Jiang Jialiang Jiao Zhimin                                                     | Wang Hao Guan Jianhua Ahn Jae-hyung Yang Young-ja               |
| Team (m)         | China Chen Longcan Chen Xinhua Jiang Jialiang Teng Yi Wang Hao | Zweden Mikael Appelgren Ulf Carlsson Erik Lindh Jörgen Persson Jan-Ove Waldner | Noord-Korea Chu Jong-chol Hong Chol Kim Song-hui Li Gun-sang    |
| Team (v)         | China Chen Jing Dai Lili He Zhili Jiao Zhimin Li Huifen        | Zuid-Korea Baek Soon-ae Hong Soon-hwa Hyun Jung-hwa Yang Young-ja              | Hongarije Csilla Bátorfi Szilvia Káhn Krisztina Nagy Edit Urbán |

### Medailleklassement
Dubbelparen uit verschillende landen gelden ieder als 0,5.
| Plaats | Land        | Goud | Zilver | Brons | Totaal |
| 1      | China       | 6    | 2      | 6     | 14     |
| 2      | Zuid-Korea  | 1    | 2      | 2     | 5      |
| 3      | Zweden      | 0    | 2      | 0     | 2      |
| 4      | Joegoslavië | 0    | 1      | 0     | 1      |
| 5      | Noord-Korea | 0    | 0      | 2     | 2      |
| 6      | Hongarije   | 0    | 0      | 1     | 1      |
| 6      | Polen       | 0    | 0      | 1     | 1      |
| Totaal | Totaal      | 7    | 7      | 12    | 26     |